# Herta Oberheuser
Herta Oberheuser (Colônia, 15 de maio de 1911 – Linz am Rhein, Alemanha, 24 de janeiro de 1978) foi médica no campo de concentração de Ravensbrück, de 1940 a 1943.

## Experiências médicas
Trabalhou em Ravensbrück sob a supervisão do Dr. Karl Gebhardt, participando em experiências médicas (sulfanilamidas, regeneração de nervos e enxertos ósseos), realizado em 86 mulheres, 74 das quais eram prisioneiras políticas polacas no campo. Oberheuser matou crianças saudáveis com injeções de óleo e hexobarbital, em seguida, retirava os seus membros e os órgãos vitais. O tempo entre a injeção e a morte era entre três e cinco minutos, com a criança totalmente consciente até o último momento. Ela executou algumas das mais terríveis e dolorosas experiências médicas, com foco nas feridas deliberadamente infligidas. Para simular as feridas de combate dos soldados alemães que lutavam na guerra, Herta Oberheuser introduzia objetos estranhos, tais como farpas madeira, pregos enferrujados, lascas de vidro, sujeira, ou a serragem nas feridas.

## Julgamento de Nuremberg

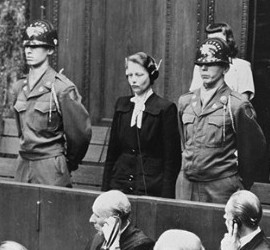
Herta Oberheuser sentenciada a 20 anos de prisão no Julgamento dos Médicos (20 de agosto de 1947.

Herta Oberheuser foi a única réu do sexo feminino no Julgamento dos Médicos de Nuremberg, onde foi condenada a 20 anos de prisão. Ela foi libertada em abril de 1952 por bom comportamento e tornou-se um médica de família em Stocksee, Alemanha. Perdeu a sua posição em 1956, quando uma sobrevivente de Ravensbrück a reconheceu, e sua licença para praticar medicina, foi revogada em 1958.